# Municipio de Erving
El municipio de Erving (en inglés: Erving Township) es un municipio ubicado en el condado de Jewell en el estado estadounidense de Kansas. En el año 2010 tenía una población de 38 habitantes y una densidad poblacional de 0,41 personas por km².

## Geografía
El municipio de Erving se encuentra ubicado en las coordenadas 39°36′44″N 98°26′57″O / 39.61222, -98.44917. Según la Oficina del Censo de los Estados Unidos, el municipio tiene una superficie total de 93.06 km², de la cual 92,99 km² corresponden a tierra firme y (0,08 %) 0,07 km² es agua.

## Demografía
Según el censo de 2010, había 38 personas residiendo en el municipio de Erving. La densidad de población era de 0,41 hab./km². De los 38 habitantes, el municipio de Erving estaba compuesto por el 97,37 % blancos, el 2,63 % eran asiáticos. Del total de la población el 0 % eran hispanos o latinos de cualquier raza.